# St.Lucia
St.Lucia este un oraș din provincia Kwazulu-Natal, Africa de Sud.